# Leucothyreus paulista
Leucothyreus paulista är en skalbaggsart som beskrevs av Ohaus 1917. Leucothyreus paulista ingår i släktet Leucothyreus och familjen Rutelidae. Inga underarter finns listade i Catalogue of Life.